# EM Lyon Business School

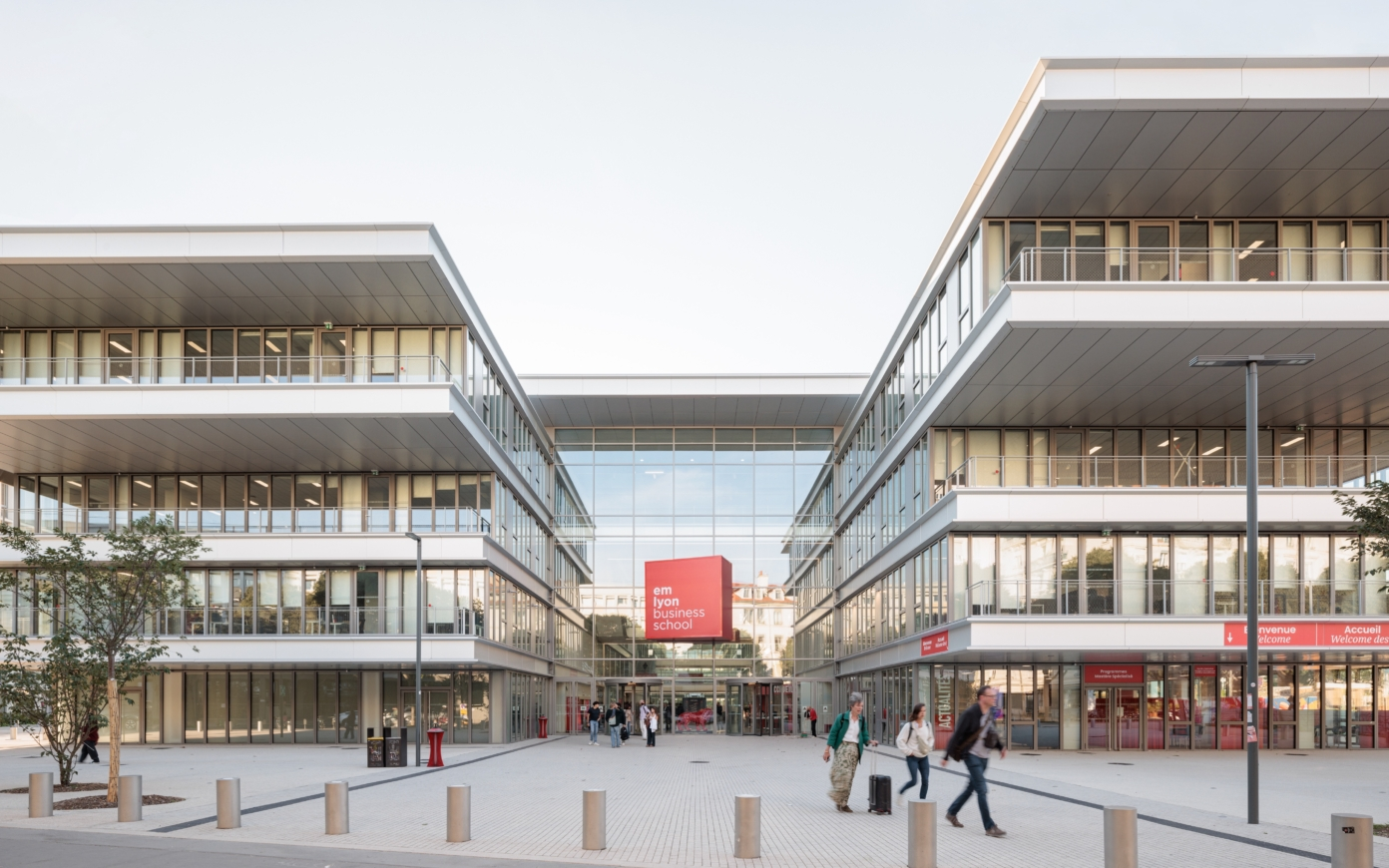
EM Lyon Business School

Die EM Lyon Business School (Eigenschreibung: emlyon business school) ist eine französische Hochschule für betriebswirtschaftliche Fächer. Sie verfügt über einen Campus in Lyon sowie über einen zweiten in Paris. Es wird auch in Shangai und Mumbai gelehrt. Die Business School ist nach den Normen der Association to Advance Collegiate Schools of Business (AACSB), European Quality Improvement System (EQUIS) und der Association of MBAs (AMBA) akkreditiert und besitzt somit die sogenannte Triple Crown. Die Emlyon ist Teil der Grandes écoles, welche die Elitehochschulen im französischen Ausbildungssystem darstellen.
Die EM Lyon Business School gehört mit KPMG France zu den Gründern des World Entrepreneurship Forum, das den Preis Entrepeneur for the World, vergibt.

## Fakultäten
Rund 174 Vollzeitprofessoren unterrichten die Studenten in vier Fakultäten:
- Märkte und Innovation
- Strategie und Organisation
- Ökonomie, Finanzwirtschaft, Controlling
- Management, Recht und Personalwesen

## Rankings
- Im Financial-Times-Ranking 2024 zur Wahl der besten Europäischen Business Schools belegt sie den 11. Rang und liegt somit einen Platz hinter der IE Business School, jedoch vor renommierten Hochschulen wie Oxford oder Mannheim.[10]
- Das Master in Management Programm der Hochschule belegt im Financial-Times-Ranking 2024 den 8. Platz weltweit.[11]
- Die Hochschule zählt in Frankreich zu den sogenannten Grandes écoles, unter welchen sie laut Le Point 2014 den 3. Platz belegt.[12]
- 2010 wurde das Ranking der Hochschule durch verschiedene Institutionen als eine der zehn besten in Frankreich und Europa bewertet.[1] Die hohe Bewertung wurde in den Folgejahren bestätigt.[2]

## Bekannte Professoren und Absolventen

### Professoren
An der EM Lyon unterrichten unter anderem
- David Courpasson, ehemaliges Board-Mitglieder der European Group for Organizational Studies und Chefredakteur der Organization Studies

### Absolventen
- Hassan Abouyoub (* 1952), marokkanischer Diplomat und Politiker
- Jacques Teyssier (1955–2009), deutsch-französischer Manager und Aktivist
- Jean-Pascal Tricoire (* 1963), französischer Manager
- Andreas Nick (* 1967), deutscher Politiker
- Michael Peters (* 1971), französisch-deutscher Medienmanager
- Bernd Schlötterer (* 1971), deutscher Medienunternehmer und Filmproduzent[13]
- Éric Neveux (* 1972), französischer Komponist
- Gwendal Peizerat (* 1972), ehemaliger französischer Eiskunstläufer
- Lea von Bidder (* 1990), Schweizer Unternehmerin[14]